# Mon ami robot
Pour plus de détails, voir Fiche technique et Distribution.
Mon ami robot (Robot Dreams) est un film d'animation franco-espagnol réalisé par Pablo Berger et sorti en 2023.

## Synopsis
Dog est un chien solitaire qui vit à Manhattan. Un jour, il achète un robot en kit qu'il monte. Le chien et le robot deviennent amis, au rythme du New York des années 1980. Un soir de fin d'été, après avoir nagé à la plage, Robot rouille au point d'être immobilisé. La saison se termine, la plage ferme et Dog est contraint de l'abandonner sur la plage car Robot est trop lourd à déplacer. Les saisons passent, Dog vit sa vie tout en espérant revenir réparer son ami, et Robot rêve de son côté. Tous deux gardent l'espoir de se retrouver un jour.

## Fiche technique
Sauf indication contraire, les informations mentionnées dans cette section peuvent être confirmées par la base de données cinématographiques IMDb,  présente dans la section « Liens externes ».
- Titre français : Mon ami robot
- Titre original : Robot Dreams
- Réalisation : Pablo Berger
- Scénario : Pablo Berger, d'après la bande dessinée de Sara Varon (en)
- Musique : Alfonso de Vilallonga
- Direction artistique : José Luis Ágreda
- Montage : Fernando Franco
- Production : Sandra Tapia, Sylvie Pialat et Jérôme Vidal
- Société de production : Les Films du Worso, Arcadia Motion Pictures et Noodles Production
- Société de distribution :
- Pays de production :  France et  Espagne
- Budget : 5,3 millions d'euros
- Langue originale : aucune (film sans dialogues)
- Format : couleur — 2,35:1
- Genre : animation
- Durée : 101 minutes
- Dates de sortie :
  - France : 20 mai 2023 (Festival de Cannes), 27 décembre 2023 (sortie nationale)
  - Espagne : 20 octobre 2023

## Production
- La séquence d'Halloween comprend une scène évoquant celle des jumelles de Shining, elle-même inspirée des Jumelles de Diane Arbus.
- La séquence du bowling reprend des mouvements de caméra qu'on trouve dans The Big Lebowski des frères Coen.

## Distinctions

### Récompenses
- Festival international du film d'animation d'Annecy 2023 : grand prix Contrechamp[2]
- Prix du cinéma européen 2023 : meilleur film d'animation
- Prix Feroz 2024 : meilleure comédie, meilleure musique originale et meilleure affiche[3],[4]
- Prix Gaudí 2024 : meilleur film d'animation et meilleure musique[5],[6],[7]
- Goyas 2024 : meilleur film d'animation et meilleur scénario adapté[8],[9]
- Prix Platino 2024 : meilleur film d'animation et meilleure musique[10],[11]

### Nominations
- Oscars 2024 : Meilleur film d'animation
- Prix Gaudí 2024 : meilleur film d'animation, meilleur scénario adapté, meilleure musique
- Goyas 2024 : meilleur montage et meilleure musique originale

### Sélections
- Festival de Cannes 2023 : section Cinéma de la Plage
- Festival international du film de Toronto 2023 : section Centrepiece
- Festival international du film fantastique de Catalogne 2023 : compétition internationale